# アトリエインカーブ
インカーブ（旧アトリエ インカーブ）とは、大阪市平野区にある福祉施設（指定生活介護事業所）。社会福祉法人素王会による通所型の施設で、在籍する知的障害者をアーティストと位置づけ、彼らの創作活動の環境を整え、独立することを支援している。「インカーブ」とは、内角に鋭くえぐりこむカーブの意、「素王」は、『漢書』董仲舒伝の「孔子作春秋、先正王而繫萬事、見素王之文焉」という孔子が無冠の王者であることを表す語から採っている。
1998年から無認可作業所として運営されていた「アトリエ万代倉庫」が、2002年に社会福祉法人を設立、2003年にアトリエインカーブが開設された。その後、2004年に大阪のサントリーミュージアム[天保山]と、2005年にアメリカ合衆国ニューヨークのフィリス・カインド・ギャラリー、2006年には金沢美術工芸大学と連携をとっている。同じく2006年、出版事業を「ビブリオインカーブ」としてはじめている。2024年4月より、アトリエ、ギャラリー、ビブリオの3事業が統合し、名前が「INCURVE」になった。